# Puig de la Mina
El Puig de la Mina és una muntanya de 194 metres que es troba al municipi de Castellet i la Gornal, a la comarca de l'Alt Penedès.